# Ruta 46 (Uruguay)
La ruta N.º 46 es una de las carreteras nacionales de Uruguay. 

## Características

### Trazado
Esta carretera presenta dos tramos, ambos se desarrollan completamente dentro del departamento de Canelones. El primero de ellos tiene como inicio la zona de Paso de los Botes, próximo al río Santa Lucía, al oeste del departamento de  de Canelones, y finaliza en la rotonda de empalme con la ruta 36, en la ciudad de Cerrillos. Este tramo está bajo jurisdicción departamental.
El segundo tramo va desde el empalme con la ruta 36, en la ciudad de Cerrillos y tiene como punto final la ciudad de Santa Lucía. Este tramo se encuentra completamente bajo jurisdicción nacional.

#### kilometraje
- Tramo oeste: Jurisdicción departamental. Actualmente sin kilometraje demarcado.
- Tramo este: se numera desde la ruta 36 hacia el norte hasta la ciudad de Santa Lucía. Desde el km 39.700 al km 60.400.

### Categorización
Para el recorrido desde Los Cerrillos hasta Santa Lucía, la ruta nacional 46, tiene la categoría secundaria. Mientras que el restante tramo entre Los Cerrillos y Paso de los Botes fue desafectado de jurisdicción nacional en 1993 pasando a administración de la Intendencia departamental de Canelones.

### Designación
Esta carretera lleva desde 2009, por ley 18504 el nombre de María Josefa Álamo de Suárez, para el tramo comprendido entre el km 50 y el 61.100.